# Districtul Chikwawa
Chikwawa este un district  în   statul Malawi. Reședința sa este orașul Chikwawa.